# Palma Campania
Palma Campania – miejscowość i gmina we Włoszech, w regionie Kampania, w prowincji Neapol.
Według danych na rok 2004 gminę zamieszkiwało 14 485 osób, 724,2 os./km².